# Grabkammer am Reichertsberg
Die Grabkammer am Reichertsberg aus dem 3. bis 4. Jahrhundert n. Chr. befindet sich südwestlich des Tempelbezirks am Irminenwingert auf dem Schulhof der Grundschule Reichertsberg im Trierer Stadtteil West. Die Grabkammer kann nicht außerhalb der Öffnungszeiten der Schule besucht werden.
Die Grabkammer wurde 1967 bei Ausschachtungsarbeiten beim Bau der neuen Grundschule Reichertsberg entdeckt. Von der Grabkammer, die als kleiner Tempel gestaltet war, ist heute noch die in den Hang gebaute, früher über eine Treppe zugängliche Kammer erhalten. Die Wände der Grabkammer sind innen verputzt und weisen bedeutende Reste antiker Wandmalerei auf. 
Der Innenraum misst 3,6 m auf 3,6 m. Hier waren insgesamt neun Körper bestattet. Sieben davon fanden in vier ummauerten Grabgelegen Platz. Diese Gelege waren breit genug, um hier zwei Bleisarkophage zu bestatten. Als die Grabgelege alle gefüllt waren, wurden zusätzlich darauf ein Erwachsener und ein Kind beigesetzt. 
Für Wangen und Sturz der heute nicht mehr vorhandenen Treppe wurden vermutlich Teile eines älteren Grabbaus aus dem 2. oder 3. Jahrhundert n. Chr. verwendet. Diese besaß eine nur teilweise erhaltene metrische Inschrift, die heute eine epigraphische Rarität darstellt.